# Fenestrulina personata
Fenestrulina personata är en mossdjursart som först beskrevs av William MacGillivray 1883.  Fenestrulina personata ingår i släktet Fenestrulina och familjen Microporellidae. Inga underarter finns listade i Catalogue of Life.